# ТЕТ (телеканал)
«ТЕТ» (англ. Tonis-Enter Television) — загальноукраїнський розважальний телеканал. Входить до медіаконгломерату «1+1 Media».

## Історія
Телеканал «ТЕТ-А-ТЕТ» (пізніше — «ТЕТ») був заснований 1992 року як один з перших приватних телеканалів в Україні. Почав своє мовлення на 30-му київському каналі 24 січня 1992 року. Спочатку на телеканалі транслювались невеликі блоки фільмів та програми власного виробництва. Пізніше сітка розширялася, з'явилися новини.
21 серпня 1995 року Національна рада України з питань телебачення і радіомовлення дала телеканалу «ТЕТ» та ТРК «Київ» однакову частоту мовлення. Ситуація вирішилась 18 серпня 2003 року, тоді «ТЕТ» отримав ліцензію на 42-му, а телеканал «Київ» залишився на 30-му каналі. Таким чином того дня обидва телеканали перейшли до цілодобового мовлення.
2001 року телеканал отримав статус регіонального, а 2003 року — загальнонаціонального.
24 квітня 2004 року запущено нову сітку мовлення на розважальну тематику. З того часу в етері представлені реаліті-шоу, ток-шоу, телесеріали, гумористичні програми, мультфільми і спортивні трансляції. На телеканалі відсутні політичні програми та новини. Покриття каналу охоплює 92,4 % території України.
З 2009 року «ТЕТ» входить до складу медіаконгломерату «1+1 Media».
У листопаді 2010 року генеральною продюсеркою телеканалу стала Ірина Костюк.
14 лютого 2011 року «ТЕТ» провів ребрендинг.
З 21 лютого 2014 по 31 березня 2016 року посаду генерального продюсера телеканалу обіймала Наталя Вашко. З квітня 2016 року генеральною продюсеркою каналу є Вікторія Шульженко.
З 1 грудня 2016 року мовить у форматі 16:9.
12 серпня 2019 року телеканал провів ребрендинг з метою зміни цільової аудиторії. Слоганом телеканалу став вираз: «Тиць — і ти усміхаєшся».
16 вересня 2019 року Вікторія Шульженко (Левченко), яка з 2016 року була генпродюсеркою телеканалу «ТЕТ», залишила посаду і очолила бізнес-одиницю «1+1 Продакшн». З 11 жовтня виконувачкою обов'язків генерального продюсера «ТЕТ», який тепер входить до складу бізнес-одиниці «Телевізійний бізнес» групи «1+1 Media», призначено Оксану Петришин. До цього, з 2017 року, у групі «1+1 media» Петришин очолювала телеканал «Paramount Comedy»[джерело?].
2 березня 2020 року почав мовлення у стандарті високої чіткості (HD).
У зв'язку з російським вторгненням в Україну 24 лютого 2022 року телеканал цілодобово транслював інформаційний марафон «Оборона України» від «1+1 Media». З лютого до квітня телеканал перепрограмував свій етер для дитячої й підліткової аудиторії. Була відсутня реклама.
З 7 березня 2022 по 31 грудня 2023 року «ТЕТ» найбільше транслював програми телеканалу «1+1».
З квітня 2022 року телеканал відновив програмну сітку: російськомовні програми та серіали перекладено українською.
8 квітня 2024 року Міністерство культури та інформаційної політики України надало каналу (ПрАТ «Телекомпанія „ТЕТ”») статус критично важливого. Таким чином його працівники можуть бути заброньовані від мобілізації.

## Рейтинги
2016 року середній показник за добу за цільовою аудиторію становив 7,4 % — це рекордна річна частка за всю історію існування телеканалу.
2020 року частка каналу склала 3,22 % (8-е місце серед українських телеканалів) (за даними системи рейтингів Nielsen, авдиторія 18—54, міста 50 тис.+).
2021 року частка каналу склала 2,99 % (8-е місце серед українських телеканалів).

## Критика
За результатами моніторингу активістів кампанії «Бойкот російського кіно», за період з 8 по 14 вересня 2014 року на телеканалі ТЕТ демонстрували 4 год. 45 хв. російського контенту на добу.
Активісти «Бойкоту» оприлюднили дані, відповідно до яких за даними моніторингу 27 вересня 2014 року на телеканалі ТЕТ частка російськомовного контенту становила близько 33 %.

## Логотипи
Телеканал змінив 15 логотипів. Теперішній — 16-й за ліком.
З 1992 до 1997 року — знаходився у правому нижньому куті. З 1997 до 2000 і з 2002 до 2003 року — у лівому верхньому куті. З 2001 до 2002 року логотип знаходився у лівому нижньому куті. З 2000 до 2001 року і з 2003 року дотепер стоїть у правому верхньому куті.
| Логотип | Опис |
| ------- | --- |
|         | З 24 січня 1992 до 23 січня 1997 року логотипом являв собою контури слова «ТЕТ» зеленого кольору. Знаходився у правому нижньому куті. 1993 року логотип був чорним. |
|         | З 24 січня 1997 до 30 листопада 2000 року логотип являв собою слово «ТЕТ» блакитним тонким шрифтом. Знаходився у лівому верхньому куті. |
|         | З 1 грудня 2000 до 31 травня 2001 року логотип являв собою квадрат, у якому був вписаний круг, який був поділений на дві частини по вертикалі. Частини не були однаковими, ліва була на 30 %, права — на 70 %. У лівій малій частині зліва було вписано слово тонким шрифтом «ТЕТ», яке було розміщене по вертикалі, у правій великій частині була розміщена великим жирним шрифтом цифра 4 та логотип був напівпрозорий. Знаходився у правому верхньому куті.                              |
|         | З 1 червня 2001 до 9 жовтня 2002 року логотип являв собою слово «ТЕТ» білим товстим шрифтом. Знаходився у лівому нижньому куті. |
|         | З 10 жовтня 2002 до 13 лютого 2003 року логотип був схожий на другий логотип, однак слово «ТЕТ» мало триколірну анімацію (блакитний-зелений-жовтий) жирним шрифтом. Знаходився там само. З 13 жовтня 2002 до 13 лютого 2003 року логотип перемістився у лівий верхній кут. |
|         | З 14 лютого 2003 до 23 квітня 2004 року логотип був схожий на другий та п'ятий логотипи, однак слово «ТЕТ» було написано темно-блакитним шрифтом. Знаходився у лівому верхньому куті. З 12 квітня 2003 до 23 квітня 2004 року логотип перемістився у правий верхній кут. |
|         | З 24 квітня 2004 до 29 серпня 2010 року логотип нагадував стіл, ліворуч літера «Т» червоно-рожевого кольору, праворуч літера «Т» темно-червоного кольору, зверху літера «Е» білого кольору, під ним був підпис «ТЕТ» темно-червоного кольору та логотип був напівпрозорим. Знаходився у правому верхньому куті. У зимовий і новорічний час на літері «Е» був сніг. |
|         | З 30 серпня 2010 до 13 лютого 2011 року логотип являв собою слово «ТЕТ» білим жирним шрифтом, лінії симетрії були рожевими, літера «Е» була повернута у рукописному вигляді та логотип був напівпрозорим. Знаходився там само. |
|         | З 14 лютого 2011 до 28 лютого 2013 року логотип складається із трьох об'ємних шарів жовтого, фіолетового та блакитного кольору. На жовтому шарі літера «Т», на фіолетовому шарі літера «Е», на блакитному шарі літера «Т». З 1 березня 2013 до 25 червня 2014 року був той самий логотип, але він став анімованим. |
|         | 3 26 червня 2014 до 13 січня 2015 року логотип був жовтого кольору трьох шарів з літерами лілового кольору «Т», «Е», «Т». |
|         | З 14 січня 2015 до 17 лютого 2020 року логотип був напівпрозорим сірого кольору у вигляді трьох кружечків, на кожному з яких знаходяться напівпрозорі літери «Т», «Е» і «Т». |
|         | З 18 лютого 2020 до 18 травня 2022 року використовувався той самий логотип, однак став більшим і набув жовтуватого відтінку. З 24 січня до 21 лютого 2022 року знагоди 30-річчя каналу під логотипом був напис «30 років». З 22 лютого до 22 березня 2022 року праворуч логотипа розташовувався прапор України. З 23 березня до 19 грудня 2022 року прапор України зменшився в розмірі та перемістився праворуч над логотипом, а під лого з'явився підпис «Світло завжди перемагає морок!». |
|         | З 19 травня до 4 вересня 2022 року логотип був жовтогарячого кольору. |
|         | З 5 вересня 2022 року логотип став білого кольору. З 14 серпня 2023 року праворуч логотипа розташовується прямокутний рожевий символ діалогу (спічбабл) з білим написом «закохані в життя». Під час анонсів спічбабл стає жовтим, а під час реклами — синім з білим написом «реклама». Із 6 травня 2025 року символ діалогу є жовтим постійно. |
|         | Логотип телеканалу, який використовується в анонсах та заставках, а також на офіційному сайті та у ЗМІ. |

## Наповнення етеру

### Програми
- 4 весілля (раніше — на «1+1»)
- Батли
- Ближче до зірок
- Бункер
- Дім моєї мрії
- Ліга сміху (раніше — на «1+1»)
- Моя суперродина
- Панянка-Селянка
- Помста природи
- Україна неймовірних людей
- Я люблю Україну

### Архівні
- Розсміши коміка
- Він готує, вона керує
- Зірки, чутки & Hallywood
- Богиня шопінгу
- Побачення без фільтрів
- Любий, ми переїжджаємо (Мисливці за нерухомістю)
- Мандруй Україною з Дмитром Комаровим (раніше — на «1+1»)
- Вечірній Квартал
- Велике прання (рос. Большая стирка)
- Давай спробуємо
- Дивись!
- Дивись, хто прийшов!
- Життя відомих людей (раніше — на «1+1»)
- Казки У
- Наші рекорди
- О. С.П-студія
- Світ навиворіт з Дмитром Комаровим (також  — на «1+1 Україна»)
- Семеро VJ
- Сімейка У
- Скажи!
- Слухай!
- Сміх без правил
- СуперЖінка
- Форт Буаяр
- Хіт-TV
- Шоу Оксани Марченко
- До світанку
- АвтоПані
- Кіт. Фактор
- Пупсня
- Твою маму
- У ТЕТа тато/У ТЕТа мама[25]
- Nota Bene
- ЛавЛавCar
- 100 в 1
- Королева балу
- VLOG Шульженко
- Найгірший водій країни
- Повне перевтілення. Дім за тиждень
- ООН
- Дурнєв +1
- ШпіліВілі
- Моду народу
- #ОКтет
- Любов онлайн
- Чортиці у спідницях[26]
- 17+
- Катар News
- Сміємось — отже не здаємось
- Маскарад (раніше — на «1+1»)
- Добрий день, ми з України
- Голос країни (раніше — на «1+1»)
- Сніданок з 1+1 (також — на «1+1 Україна» та «Бігуді»)
- Сніданок. Вихідний (також — на «1+1 Україна» та «Бігуді»)

### Програми каналу «СТС»
- Зніміть це негайно!
- Деталі з Тіною Канделакі
- Історії в деталях
- Рятуйте, ремонт!
- Крісло
- Шоу Василя Стрельнікова
- Тату в Піднебісній
- Життя прекрасне
- Хороші пісні
- Ти-SUPERМОДЕЛЬ
- Хороші жарти
- Весільний переполох

### Програми каналу «ТНТ»
- Дом-2
- Вікна (рос. Окна)
- Роман з Бузовою
- Танці без правил
- Убойная лига
- Ціна кохання
- Слава за хвилину

### Серіали
- Вечірка
- Волонтери
- Встигнути до 30
- Дієта №0
- Зозулі
- Країна У 2.0
- Люся інтерн
- Одного разу під Полтавою
- Ромео і Джульєтта із Черкас
- СидОренки-СидорЕнки
- Танька і Володька
- Якщо чесно

### Архівні серіали
- Пригоди Бампера і Суса
- 100 тисяч хвилин разом
- Дикі
- Батько рулить
- Скажені сусіди
- Нове життя Василини Павлівни
- #ЯЖЕБАТЬ
- Готель «Галіція»
- Домашній арешт
- Євродиректор
- Зірконавти
- Країна У
- Моя улюблена Страшко
- «Найкращий» тиждень мого життя
- Одного разу в Одесі
- Останній москаль
- Папік
- Прибулець
- Село на мільйон
- Хамелеон
- Що якщо?

#### Іноземні серіали
- 100 добрих вчинків Едді МакДауда
- Агентство моделей
- Баффі — переможниця вампірів
- Бібліотекарі
- Відьми Іст-Енду
- Вісімдесяті
- Грозове каміння
- Два батька і два сина
- Десяте королівство
- Добра відьма
- Касл
- Конан
- Корабель
- Ксена: принцеса-воїн
- Кухня
- Маленькі таємниці
- H2O: Просто додай води
- Надприродне
- Ненсі Дрю
- Нова сімейка Адамсів
- Одіссея
- Перші поцілунки
- Помста
- Пригоди Ширлі Холмс
- Рання пташка
- Район Беверлі-Гіллз
- Район Мелроуз
- Світлофор
- Секс і місто
- Слон і принцеса
- Та, що говорить з привидами
- Темний оракул
- Усі жінки — відьми
- Хор
- Чи боїшся ти темряви?
- Якось у казці
- Янгол або демон

### Мультсеріали
- Губка Боб Квадратні Штани
- Козаки. Футбол
- Панда Кунг-Фу: Легенди крутості

#### Архівні мультсеріали
- Аргай
- Байдиківка
- Барбі: Будинок мрії
- Бетті Буп
- Білка та Стрілка. Бешкетна сімейка
- Братц
- Веселі мелодії
- Вперед, Дієго!
- Галактичний футбол
- Гарфілд та його друзі
- Дора-мандрівниця
- Елвін і бурундуки
- Ескімоска
- Зоомагазинчик
- Інспектор Ґаджет
- Казки Андерсена
- Казкова поліція
- Качині історії
- Кенді-Кенді
- Кліфорд
- Клуб Вінкс: Школа чарівниць
- Кордони світу Діґімонів
- Крихітка Мемоль
- Кумедні мелодії
- Лабораторія Декстера
- Лис Микита
- Лунтик
- Мадам Пруданс йде по сліду
- Малята-твійнята
- Майстри дуелі
- Масяня
- Маша та Ведмідь
- Мері-Кейт та Ешлі у дії!
- Монстри проти прибульців
- Моряк Попай
- Оггі та кукарачі
- Пінгвіни Мадагаскару
- Пригоди Блінкі Білла
- Пригоди Котигорошка та його друзів
- Пукка
- Сандокан
- Світ Вінкс
- Скубі-Ду
- Смішарики
- Смурфики
- Мультфільми студії «Союзмультфільм»
- Супермен (1940)
- Суперпес (1964)
- Табалуга
- Телепузики
- Фіксики
- Чаґінтон
- Черепашки-ніндзя
- Чіп і Дейл — бурундучки-рятівнички
- Шалені кролики. Вторгнення
- Шахерезада. Нерозказані історії
- Шоу Гарфілда

## Мовлення

### Супутникове мовлення
| Супутник         | Стандарт | Частота, МГц | Швидкість | Поляризація       | FEC | Формат зображення | Помітки | Кодування |
| ---------------- | -------- | ------------ | --------- | ----------------- | --- | ----------------- | ------- | --------- |
| Astra 4A (4.8°E) | DVB-S2   | 11766        | 30000     | горизонтальна (H) | 2/3 | MPEG-4            | EPG     | FTA       |

### Етерне цифрове мовлення
| Канал | Мультиплекс | Стандарт | EPG        | Формат мовлення |
| ----- | ----------- | -------- | ---------- | --------------- |
| 2     | MX-2        | DVB-T2   | Green tick | SD 576i 16:9    |